# ダッハウ
ダッハウ（ドイツ語: Dachau [ˈdaxaʊ̯] ( 音声ファイル)）は、ドイツ連邦共和国の都市。バイエルン州に属する。人口は約4万人（2003年末）。第二次世界大戦中にユダヤ人強制収容所であるダッハウ強制収容所が近郊に作られた。大都市ミュンヘンに近く、南東へ20キロたらずで到達する。40キロほど西にアウクスブルクがある。
文献上では、9世紀初頭よりダッハウの存在が確認できる。近代にいたるまで小規模な街だった。1933年にナチス政権が成立すると、強制収容所が設置され多くの人々の命を奪った。収容所では毒ガスによる殺害が行なわれたという証言が多々あったが、それを裏付ける証拠は確認されていない。

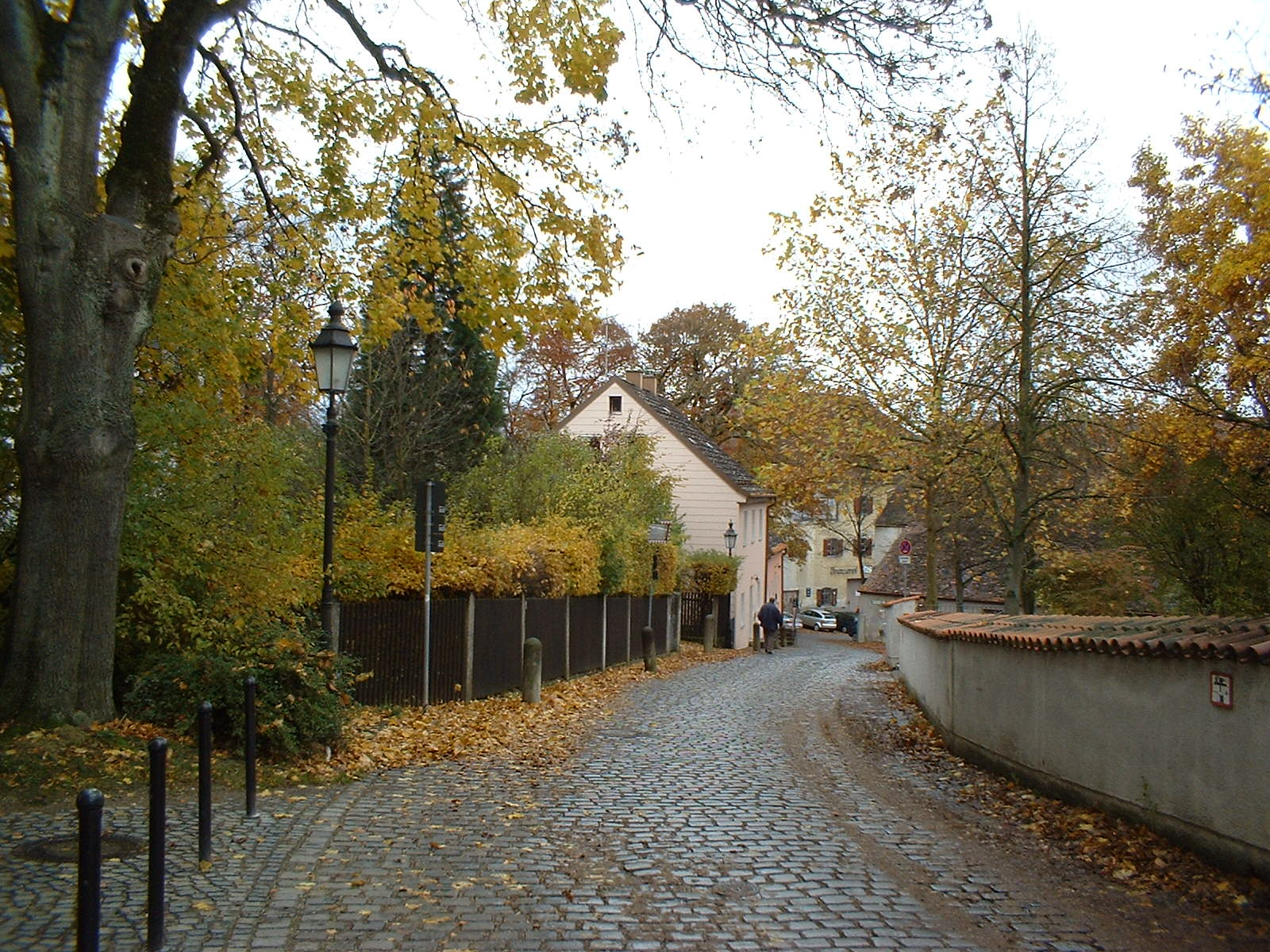
街の風景

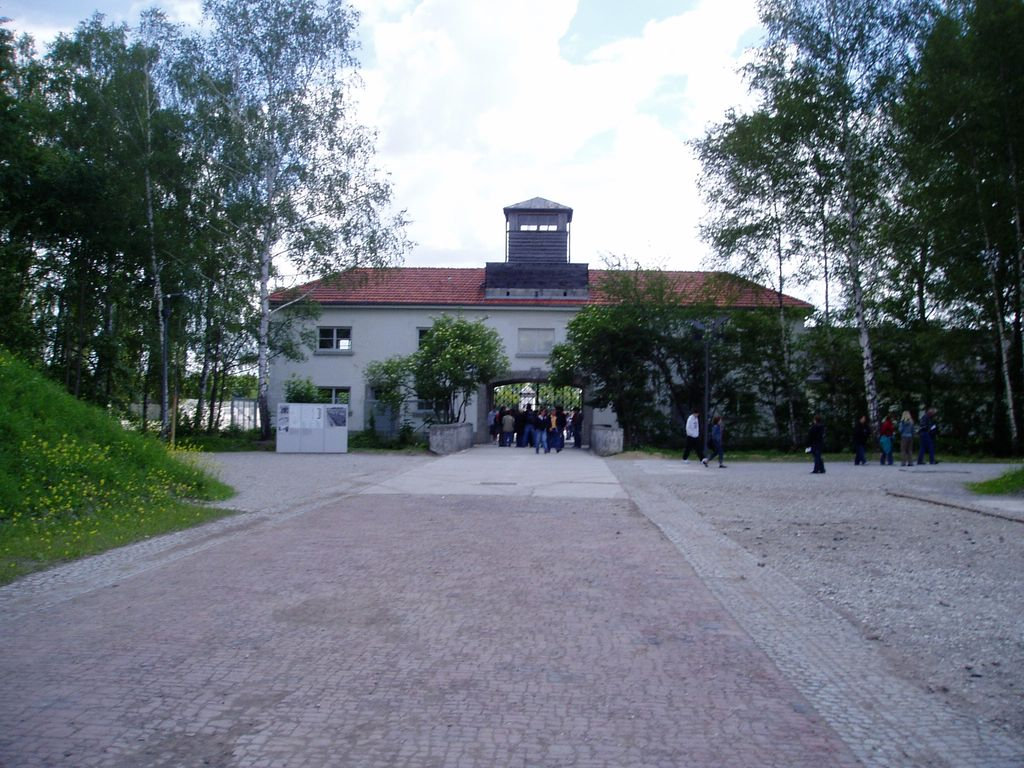
強制収容所入口

## 出身人物
- レオニー・スヴァン - 小説家
- エバ＝マリア・フィッツェ - フィギュアスケート選手
- ハンス＝ユルゲン・ボイムラー - フィギュアスケート選手

## 引用
1. ↑  https://www.statistikdaten.bayern.de/genesis/online?operation=result&code=12411-003r&leerzeilen=false&language=de Genesis-Online-Datenbank des Bayerischen Landesamtes für Statistik Tabelle 12411-003r Fortschreibung des Bevölkerungsstandes: Gemeinden, Stichtag (Einwohnerzahlen auf Grundlage des Zensus 2011)

## 関連書籍
- ロイ・I・ウエハラ『ゴー・フォア・ブローク　日系二世ロイ・ウエハラの追想』ブロンズ新社
- ソリー・ガノール著・大谷堅太郎 訳『日本人に救われたユダヤ人の手記』講談社
- 荒了寛編著『ハワイ日系米兵　私たちは何と戦ったのか？』平凡社
- 山本耕二写真と文『母と子でみる25　戦争と日系アメリカ人』草の根出版会
- 菊月俊之『二世部隊物語』グリーンアロー出版社
- 松田十刻『ダッハウヘの道』NHK出版